# Coelotrypes simplex
Coelotrypes simplex är en tvåvingeart som först beskrevs av Mario Bezzi 1924.  Coelotrypes simplex ingår i släktet Coelotrypes och familjen borrflugor. Inga underarter finns listade i Catalogue of Life.